# Marcin Mazur
Marcin Mazur – polski matematyk, doktor habilitowany nauk matematycznych. Specjalizuje się w matematyce stosowanej oraz teorii układów dynamicznych. Adiunkt Katedry Matematyki Stosowanej Instytutu Matematyki Wydziału Matematyki i Informatyki Uniwersytetu Jagiellońskiego.

## Życiorys
Matematykę ukończył na Uniwersytecie Jagiellońskim, gdzie następnie rozpoczął studia doktoranckie. Stopień doktorski uzyskał w 2001 broniąc pracy pt. Własności C0 typowe i asymptotyka dyskretnych układów dynamicznych, przygotowanej pod kierunkiem Jerzego Ombacha. Habilitował się na macierzystej uczelni w 2014. Poza macierzystym Uniwersytetem Jagiellońskim pracuje także jako profesor nadzwyczajny w Instytucie Pedagogicznym Państwowej Wyższej Szkoły Zawodowej w Nowym Sączu.
Swoje prace publikował w takich czasopismach jak m.in. „Discrete and Continuous Dynamical Systems”, „Annales Polonici Mathematici", „Topological Methods in Nonlinear Analysis”, „Topology and its Applications" oraz „Journal of Difference Equations and Applications".
Należy do Polskiego Towarzystwa Matematycznego.